# Municipio de Sandycreek
El municipio de Sandycreek (en inglés: Sandycreek Township) es un municipio ubicado en el condado de Venango en el estado estadounidense de Pensilvania. En el año 2000 tenía una población de 2.406 habitantes y una densidad poblacional de 52 personas por km².

## Geografía
El municipio de Sandycreek se encuentra ubicado en las coordenadas 41°21′00″N 79°49′59″O / 41.35000, -79.83306.

## Demografía
Según la Oficina del Censo en 2000 los ingresos medios por hogar en la localidad eran de $46,723 y los ingresos medios por familia eran $51,574. Los hombres tenían unos ingresos medios de $35,743 frente a los $27,500 para las mujeres. La renta per cápita para la localidad era de $22,165. Alrededor del 5,0% de la población estaban por debajo del umbral de pobreza.